# Amphoe Phimai

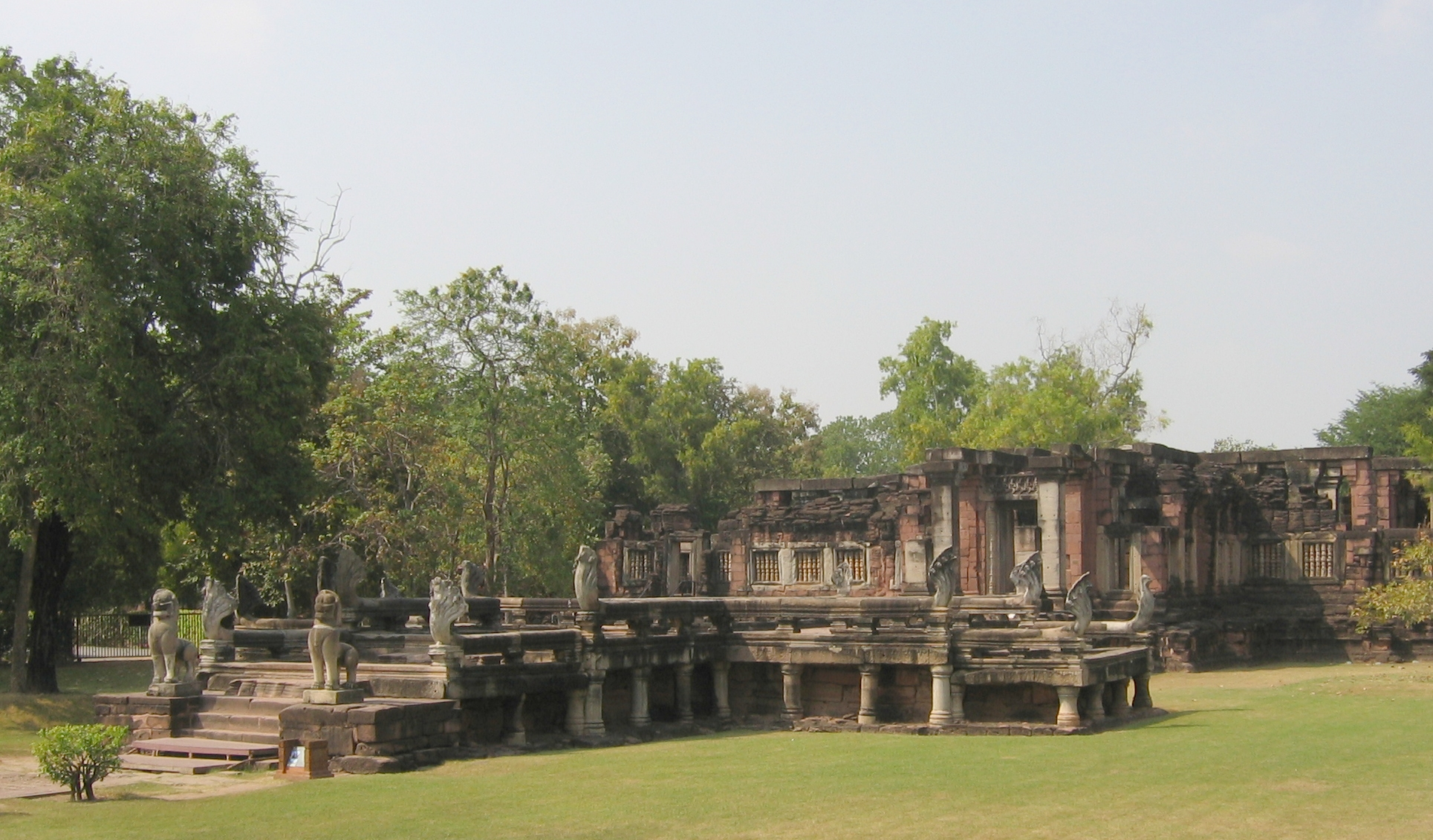
Eingang zum Heiligtum von Phimai

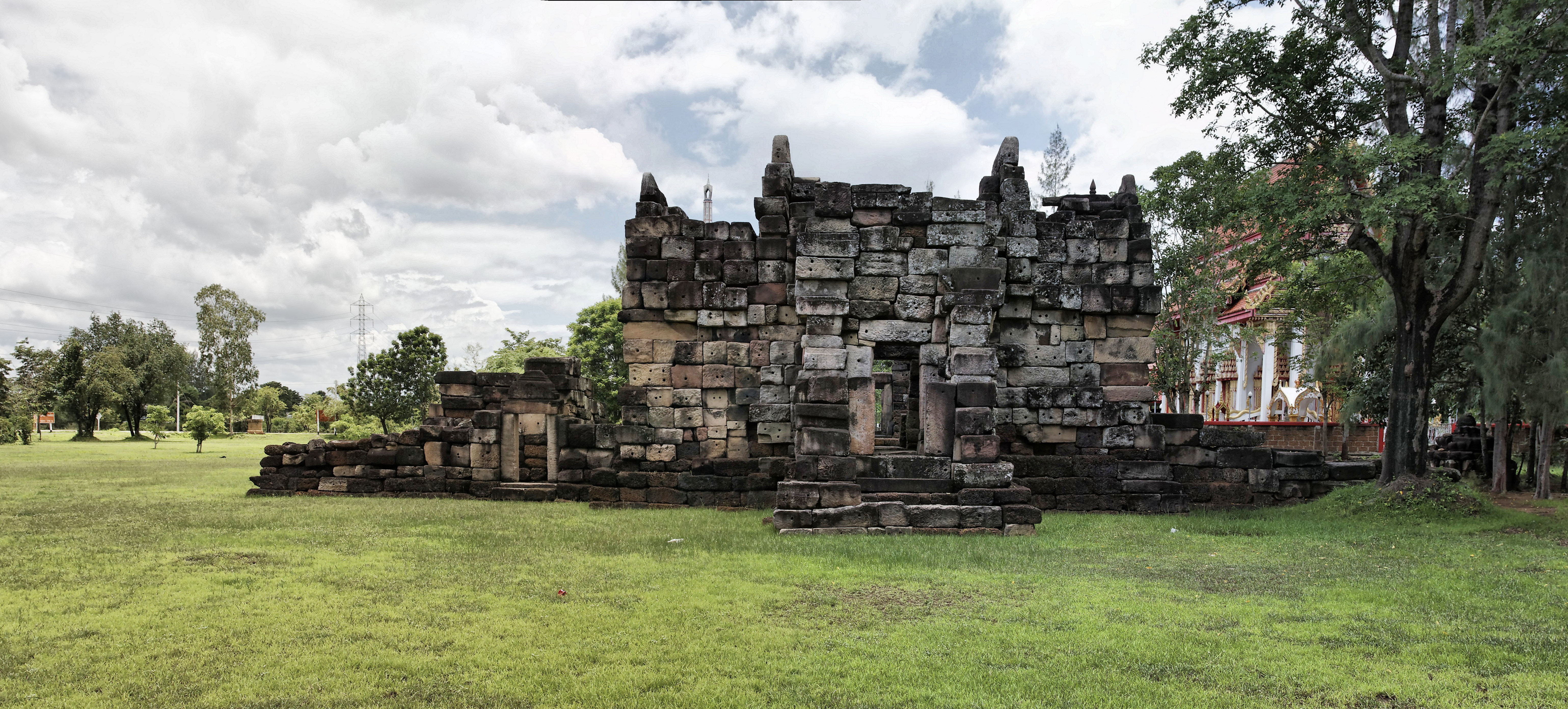
Prasat Muang Khao

Amphoe Phimai (Thai: อำเภอ พิมาย) ist ein Landkreis (Amphoe – Verwaltungs-Distrikt) im Nordosten der Provinz Nakhon Ratchasima. Die Provinz Nakhon Ratchasima liegt in der Nordostregion von Thailand, dem so genannten Isan.

## Geographie
Phimai liegt etwas mehr als 50 Kilometer nordöstlich von Nakhon Ratchasima am Mae Nam Mun (Mun-Fluss) und ist damit 270 Kilometer von der Hauptstadt Bangkok entfernt. Die Stadt liegt in der Khorat-Hochebene, die in der Trockenzeit dürre ist und in der Regenzeit von Überschwemmungen heimgesucht wird.

## Geschichte
Funde der Umgegend zeigen eine Besiedlung bereits in der Jungsteinzeit. Die Stadt selbst ist unter dem Namen Vimai oder Vimayapura („Die Stadt Vimais“) eine Gründung der Khmer. Sie wurde im 11. Jahrhundert befestigt und zu einem geistigen Zentrum des Khmer-Reiches ausgebaut. Eine Steinstele aus der Regierungszeit von König Suryavarman I. wurde gefunden, auf der die Stadt Bhirapura („Starke Stadt“) genannt wird. Auch später noch im Königreich Ayutthaya und während der Rattanakosin-Zeit war Phimai eine wichtige Stadt.
Im Jahr 1900 wurde Mueang Phimai offiziell eingerichtet. 1940 wurde der Kreis von der Regierung umbenannt, indem das Wort Mueang weggelassen wurde.

## Sehenswürdigkeiten
- Geschichtspark Phimai – die am besten erhaltene Khmer-Stadt auf dem Boden Thailands, mit einem noch erhaltenen Stadttor und ausgedehnten Tempelanlagen (im Stile von Angkor).
- Nationalmuseum Phimai – Funde aus der Umgebung von Phimai, mit Türstürzen mit sehr schönen Skulpturen und Buddha-Bildnissen im Khmer-Stil.
- Prasat Muang Khao – Ruinen eins Khmer-Tempels
- Banyanbaum (Ficus benghalensis) – mit einem weiten Geflecht von Luftwurzeln und einer 85 Meter durchmessenden Krone.

## Verwaltung

### Provinzverwaltung
Der Landkreis Phimai ist in zwölf Tambon („Unterbezirke“ oder „Gemeinden“) eingeteilt, die sich weiter in 212 Muban („Dörfer“) unterteilen.
| Nr. | Name                | Thai         | Muban | Einw.  |
| --- | ------------------- | ------------ | ----- | ------ |
| 1.  | Nai Mueang          | ในเมือง       | 21    | 24.973 |
| 2.  | Samrit              | สัมฤทธิ์        | 15    | 09.117 |
| 3.  | Bot                 | โบสถ์         | 27    | 19.500 |
| 4.  | Krabueang Yai       | กระเบื้องใหญ่   | 11    | 06.326 |
| 5.  | Tha Luang           | ท่าหลวง       | 12    | 05.784 |
| 6.  | Rang Ka Yai         | รังกาใหญ่      | 20    | 14.454 |
| 7.  | Chiwan              | ชีวาน         | 10    | 04.581 |
| 8.  | Nikhom Sang Ton-eng | นิคมสร้างตนเอง | 22    | 11.012 |
| 9.  | Krachon             | กระชอน       | 20    | 08.492 |
| 10. | Dong Yai            | ดงใหญ่        | 20    | 10.909 |
| 11. | Than Lalot          | ธารละหลอด    | 14    | 03.994 |
| 12. | Nong Rawiang        | หนองระเวียง   | 20    | 10.911 |

### Lokalverwaltung
Es gibt zwei Kommunen mit „Kleinstadt“-Status (Thesaban Tambon) im Landkreis:
- Rang Ka Yai (Thai: เทศบาลตำบลรังกาใหญ่) besteht aus dem gesamten Tambon  Rangka Yai.
- Phimai (Thai: เทศบาลตำบลพิมาย) besteht aus Teilen des Tambon  Nai Mueang.

Außerdem gibt es elf „Tambon-Verwaltungsorganisationen“ (องค์การบริหารส่วนตำบล – Tambon Administrative Organizations, TAO):
- Nai Mueang (Thai: องค์การบริหารส่วนตำบลในเมือง)
- Samrit (Thai: องค์การบริหารส่วนตำบลสัมฤทธิ์)
- Bot (Thai: องค์การบริหารส่วนตำบลโบสถ์)
- Krabueang Yai (Thai: องค์การบริหารส่วนตำบลกระเบื้องใหญ่)
- Tha Luang (Thai: องค์การบริหารส่วนตำบลท่าหลวง)
- Chiwan (Thai: องค์การบริหารส่วนตำบลชีวาน)
- Nikhom Sang Ton-eng (Thai: องค์การบริหารส่วนตำบลนิคมสร้างตนเอง)
- Krachon (Thai: องค์การบริหารส่วนตำบลกระชอน)
- Dong Yai (Thai: องค์การบริหารส่วนตำบลดงใหญ่)
- Than Lalot (Thai: องค์การบริหารส่วนตำบลธารละหลอด)
- Nong Rawiang (Thai: องค์การบริหารส่วนตำบลหนองระเวียง)